# Gianfranco Brero
Gianfranco Carmelo Brero Pinasco (Lima, 15 de junio de 1953) es un actor y presentador de televisión peruano de ascendencia italiana.

## Biografía
Hijo de la actriz Élide Brero. Estudió en el Colegio Italiano Antonio Raimondi.
Inició estudiando ingeniería en la Pontificia Universidad Católica del Perú, pero dejó la carrera para estudiar letras en la misma universidad. Posteriormente estudió Literatura en la Universidad Nacional Mayor de San Marcos.
Se inició como actor de teatro, luego trabajó en series de TV como Los Pérez Gil (1984) y en diversos programas y telenovelas como actor invitado. En 1990, participó en la exitosa telenovela Natacha. y en las películas Bajo la piel (1996) y No se lo digas a nadie (1998).
En el 2000 protagonizó la película Tinta roja de Francisco Lombardi en el papel del experimentado y cínico periodista Saúl Faundez; con esta película ganó la Concha de Plata al mejor actor en el Festival de Cine de San Sebastián, también ganó los premios al Mejor Actor en el Festival Internacional de Cine de Cartagena y en el Festival Internacional del Nuevo Cine Latinoamericano de La Habana. También participó en el 2000 en la película Pantaleón y las visitadoras como el General Collazos.
En el 2001 participó en El bien esquivo y en Bala perdida. Al siguiente año protagonizó El lugar donde estuvo el paraíso.
En el 2005 inició a conducir el programa Tres G de Plus TV, a la par protagonizó Un día sin sexo. Al siguiente año participó en la serie Esta sociedad y en la película La prueba.
En el 2010 participa en la película La vigilia del cineasta Augusto Tamayo. Regresa a las miniseries en el 2012 con El cazafortunas de Iguana Producciones.
A fines de 2010, Brero, junto a otros 49 artistas peruanos, fue distinguido por su trayectoria con la Medalla de Lima en una ceremonia organizada por la Municipalidad de Lima.
En 2013 protagonizó la obra Dúo. Para el cine en ese año apareció en El evangelio de la carne y Rocanrol 68.

## Filmografía

### Televisión
- Te volveré a encontrar (2020) como Alfredo Larsen.
- Blindspot (2018) como Franco Cortez.
- Palabrero (2015-2017), presentador.
- 3G (2005- 2015), conductor.
- Esta sociedad II (2008) como Alberto Rodríguez-Ugarteche.
- Esta sociedad (2006) como Alberto Rodríguez-Ugarteche.
- Luciana y Nicolás (2003) como Leopoldo.
- Pobre diabla (2000) como Dr. Octavio Tapia.
- Natacha (1990) como Grimaldi.
- Los Pérez Gil (1984) como Alberto.

### Películas
- Chabuca (2024) como Gerente.
- Muerto de risa (2023) como Gerardo
- Norte (2019) como Alejandro.
- Cebiche de tiburón (2017)[5][6]
- El vientre (2014) como Miguel.
- Rocanrol 68 (2013)
- El evangelio de la carne (2013)
- La vigilia (2010) como Edgardo Chocano.
- Una sombra al frente (2007) como Joaquín Cañedo.
- La prueba (2006)[7]
- Un día sin sexo (2005) como Felipe.
- Doble juego (2004) como Jaime.
- Ojos que no ven (2003) como coronel Héctor Revoredo.
- El lugar donde estuvo el paraíso (2002) como Gonçalves.
- Bala perdida (2001) como Padre de X
- El bien esquivo (2001) como Hermano Abraham.
- Tinta roja (2000) como Saúl Faúndez.
- Pantaleón y las visitadoras (2000) como General Collazos.
- No se lo digas a nadie (1998) como profesor.
- Bajo la piel (1996) como profesor Pinto.
- Malabrigo (1986) como Comisario.

## Premios y distinciones
Festival Internacional de Cine de San Sebastián
| Año  | Categoría                      | Película   | Resultado | Referencias |
| ---- | ------------------------------ | ---------- | --------- | ----------- |
| 2000 | Concha de Plata al mejor actor | Tinta roja | Ganador   | [ 2 ] [ 8 ] |